# Dawid odprawiający Uriasza

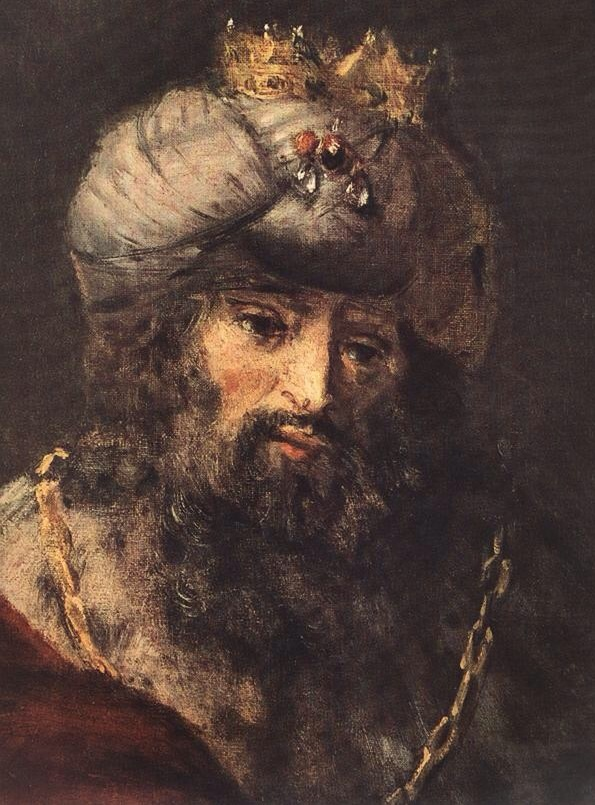
Podobizna króla Dawida lub Artakserksesa I (fragment)

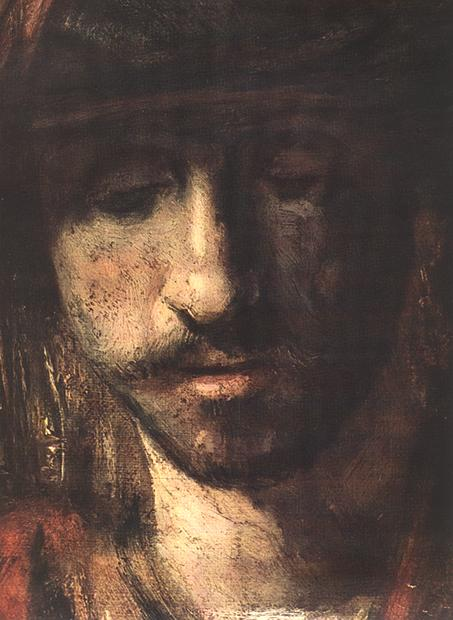
Podobizna Uriasza lub Hamana (fragment)

Dawid odprawiający Uriasza (Haman uświadamia sobie swój los) – obraz holenderskiego malarza Rembrandta Harmenszoona van Rijn, wykonany w 1665 roku.
Data powstania obrazu nie jest do końca ustalona. W większości opracowań uznaje się powstanie dzieła pomiędzy rokiem 1660 a 1665. Większą zagadką jest tematyka i interpretacja obrazu.

## Interpretacja postaci na podstawie drugiej księgi Samuela
Według jednej interpretacji obraz przedstawia scenę zaczerpniętą ze Starego Testamentu z 2 Księgi Samuela. Historia opowiada o królu Dawidzie, który podczas walk z Ammonitami, przebywał w swoim pałacu i zobaczył piękną, kąpiącą się kobietę. Była to Batszeba, żona wodza Uriasza Hetyty. Król poznał kobietę i posiadł ją, w wyniku czego stała się brzemienna. Wówczas Dawid posłał po męża Batszeby, by ten, nieświadom, wrócił do domu i spełniał swe obowiązki małżeńskie. Wódz nie usłuchał króla i pod pozorem wierności swoim wojskom spędzał noce ze swoimi żołnierzami. Pewnego dnia Dawid wysłał list do dowódcy armii Joaba:

Następnego ranka napisał Dawid list do Joaba i posłał go za pośrednictwem Uriasza. W liście napisał: „Postawcie Uriasza tam, gdzie walka będzie najbardziej zażarta, potem odstąpicie go, aby został ugodzony i zginął”. Joab obejrzawszy miasto, postawił Uriasza w miejscu, o którym wiedział, że walczyli tam najsilniejsi wojownicy. Ludzie z miasta wypadli i natarli na Joaba. Byli zabici wśród ludu i sług Dawida; zginął też Uriasz Chetyta. Joab przez wysłańców zawiadomił Dawida o całym przebiegu walki. (…) Posłaniec poszedł. Po przybyciu oznajmił Dawidowi wszystko, z czym go Joab posłał. (…) Żona Uriasza dowiedziawszy się, że Uriasz, jej mąż, umarł, opłakiwała swego pana. Gdy czas żałoby przeminął, posłał po nią Dawid i sprowadził do swego pałacu. Została jego żoną i urodziła mu syna. Postępek jednak, jakiego dopuścił się Dawid, nie podobał się Panu. (2 Sm 11 2-27)

Interpretację postaci z prawej strony jako Dawida i Uriasza w czerwonej szacie, prezentowali radzieccy historycy sztuki Jurij Kuzniecow i Irena Linnik oraz niemiecki historyk, znawca dzieł Rembrandta, Wilhelm Valentiner.

## Interpretacja postaci na podstawie księgi Estery
Według innej interpretacji dzieło porusza temat związany z wydarzeniami opisanymi w Starym Testamencie w Księdze Estery. Obraz tytułowany jest jako Haman uświadamia sobie swój los. Głównymi postaciami jest zarządca Haman i król Achaszwerosz (Aswerus). Motyw przedstawiony na obrazie dotyczy chwili, gdy Achaszwerosz poleca Hamanowi uczczenie Mardocheusza.
Haman był wiernym sługą króla Achaszwerosza, miał wielką władzę i nienawidził ludu żydowskiego oraz jego przedstawiciela, Mardocheusza. Ten ostatni wzbudzał u niego wielką niechęć, ponieważ nigdy nie oddawał mu czci. Mardocheusz zasłużył się Achaszweroszowi, gdy dzięki wskazówkom otrzymanym w śnie wydał mu dwóch eunuchów spiskujących na życie króla. Achaszwerosz obdarzył go zaszczytem służenia mu na dziedzińcu królewskim. Gdy zarządca osiągnął już najwyższy szczebel władzy i zaufania u władcy, postanowił zgładzić niepokornego Żyda i rozkazał przygotowanie drzewa na którym miał go powiesić. W dniu zabicia Żyda, król przypomniał sobie o Mardocheuszu za sprawą tajemniczego snu. Wróciła sprawa ze skazanymi za zdradę eunuchami. Król postanowił jeszcze raz nagrodzić Żyda. Nie wiedząc w jaki sposób to zrobić zwrócił się o radę do Hamana:

I przyszedł Haman, a król rzekł do niego: „Co należy uczynić mężowi, którego król chce uczcić?” A mówił Haman sam do siebie: Komuż by król chciał oddać większą część niż mnie? I powiedział Haman królowi: „Dla męża, którego król chce uczcić, niech przyniosą szatę królewską, w którą król się ubiera, i konia, na którym jeździ król, i niech mu włożą na głowę koronę królestwa. Podając zaś szaty i konia do rąk jednego spośród najznakomitszych książąt króla, niech ubiorą męża, którego król chce uczcić, i niech go obwożą na koniu po placu miejskim, i niech wołają przed nim: „Oto, co uczyniono mężowi, którego król chce uczcić!” I rzekł król do Hamana: „Szybko weź szatę i konia i, jak powiedziałeś, tak uczyń Żydowi Mardocheuszowi, który siedzi w Bramie Królewskiej. Niczego nie opuść z tego wszystkiego, co powiedziałeś!” Wziął więc Haman szatę i konia i ubrał Mardocheusza, i obwoził go po placu miejskim, i wołał przed nim: „Oto, co czyni się mężowi, którego król chce uczcić.” (Est 6 6-11)

Według późniejszej relacji, na dworze królewskim odbyła się uczta zorganizowana przez królową Esterę. Obecny na niej król, zapragnął spełnić każde życzenie królowej. Ta, będąc z ludu żydowskiego o czym nikt nie wiedział, zażyczyła sobie śmierci Hamana jako tego, który prześladuje jej lud.

I odpowiedziała Estera: „Tym przeciwnikiem i wrogiem jest Haman, ten niegodziwiec”. Haman zaś zatrwożył się wobec króla i królowej. Wtedy król w gniewie swoim wstał od picia wina i [poszedł] do pałacowego ogrodu. Haman zaś stanął przed królową Esterą, aby prosić o życie swoje, ponieważ dostrzegł, że król postanowił jego zgubę. (…) I rzekł Charbona, jeden z eunuchów, którzy pełnili służbę przed królem: „Oto drzewo, które postawił Haman dla Mardocheusza, co radził dobrze królowi, stoi przed domem Hamana, wysokie na pięćdziesiąt łokci”. I rzekł król: „Powieście go na nim!” I powieszono Hamana na drzewie, które przygotował Mardocheuszowi, a uspokoił się gniew króla. (Est 7 6-10)

Rembrandt prawdopodobnie wybrał moment, gdy Achaszwerosz poleca Hamanowi uczczenie Mardocheusza. Taką interpretację przedstawiali m.in. Madlyn Kahr, J. Nieuwstraten, Christian Tümpel. Według interpretacji H. van de Waala scena przedstawia moment, gdy Haman dowiaduje się o wyroku śmierci wydanego na niego przez króla Achaszwerosza. Trzecią postacią miałby być sługa Hamana, Charbona, w którego zgodnie z żydowską tradycją wciela się prorok Eliasz. Podobna kompozycja tematu, wyłączająca obecność Estery, została zaprezentowana w żydowskim przedstawieniu teatralnym granym wówczas w Amsterdamie, w 1659 roku.

## Opis obrazu
Obraz przedstawia trzy postacie. Na pierwszym planie widać mężczyznę w czerwonym płaszczu przedstawiający, w zależności od interpretacji, Hamana lub Uriasza. Postać wyraźnie jest zakłopotana lub zasmucona. Nie patrzy na widza, lecz ze spuszczonym wzrokiem przyjmuje swój los; czy to wyrok króla Achaszwerosza (Aswerusa) czy rozkaz króla Dawida. W obu przypadkach historia kończy się jego śmiercią. Dwie postacie za nim mają również smutny wyraz twarzy. Przedstawione w ten sposób postacie powodowały wiele trudności w ich zidentyfikowaniu. Według tradycji, król Achaszwerosz był przedstawiany najczęściej jako mężczyzna oburzony lub zagniewany. Tak wygląda na obrazie nauczyciela Rembrandta Lastmana pt. Gniew Ahaswera na Hamana, tak też jest w dziele z Releigh autorstwa Lievensa i obrazach Jana Steena. Wyjaśnienie takiego stanu rzeczy zaproponowała historyk sztuki Madlyn Kahr: wyraz zatroskania króla proponuje interpretować jako wyraz jego smutku wyrażony z chwilą uświadomienia sobie przezeń niewdzięczności, jaką zawinił wobec Mordocheusza. Druga postać, stojąca z tyłu po lewej stronie, identyfikowana jest albo z pisarzem, któremu Dawid dyktował list w sprawie Uriasza, albo (w drugim przypadku) jako dworzanin króla Achaszwerosza.
Według Jana Białostockiego obraz należy do ikonograficznie najoryginalniejszych i najbardziej osobistych dzieł Rembrandta. Nie posiada on żadnych analogii ikonograficznych i nikt nie próbował go naśladować. Jest rzadkim przykładem przedstawienia bohatera negatywnego i jedynym przykładem obrazu w całości poświęconemu Hamanowi jako jednostce, której losy mogą nas obchodzić, w której sytuację się wczuwamy, której los staje się głównym tematem i oddziaływa na nas niemal katartycznie